# Доблестный (сторожевой корабль)
«Доблестный» — советский и российский сторожевой корабль проекта 1135.

## История

### Создание
Был заложен 30 ноября 1970 года на стапеле Керченского ССЗ «Залив» (зав. № 12) и 5 февраля 1971 года зачислен в списки кораблей ВМФ СССР.
Спущен на воду 22 февраля 1973 года.
18 октября 1973 года в 12.00 на корабле был поднят Военно-морской флаг СССР.
Вступил в строй 28 декабря 1973 года.

### Служба
6 июня 1974 года, после межфлотского перехода из Севастополя в Североморск, «Доблестный» был включен в состав 10-й бригады 2-й дивизии противолодочных кораблей Северного Флота.
В 1982 году корабль был переподчинён в состав 130-й бригады противолодочных кораблей .
С 11 мая по 7 ноября 1985 года выполнял задачи боевой службы в районах Центральной и Южной Атлантики, осуществив заходы в порты республик Гана, Сан-Томе и Принсипи, Гвинеи. В период службы неоднократно нёс боевое дежурство по ППДО порта Луанда в ходе гражданской войны в Анголе.
С 22 августа по 1 февраля 1990 года в составе 30-й оперативной бригады выполнял задачи в районе Юго-Западной Африки.
С 19 июня 1991 года находился на СРЗ-35 («Севморпуть») в Мурманске на капитальном ремонте, но 3 июля 1992 года из-за отсутствия финансирования исключен из состава ВМФ и сдан в отдел фондового имущества для разоружения, демонтажа и реализации.
26 июля 1992 года сменил Военно-морской флаг СССР на Андреевский, а 25 сентября 1993 года на корабле был спущен Андреевский флаг.
1 октября 1993 года «Доблестный» был расформирован и 18 июля 1995 года продан за 69540 долларов фирме США «Глобал Маркетинг Систем» для разделки на металл в Индию. 24 ноября 1996 года английский буксир «Димастер» начал буксировку корпуса корабля в последний поход.

## Командиры корабля
- Капитан 2 ранга Рудаков Юрий Олимпиевич,
- Капитан 2 ранга Шальнов Юрий Николаевич,
- Капитан 2 ранга Савин Валерий Александрович,
- Капитан 2 ранга Тимофеюк Олег Иванович.